# 布萊恩縣 (奧克拉荷馬州)
布萊恩縣（英語：Blaine County）是美国奧克拉荷馬州中西部的一個郡，面積2,432平方公里。根據2020年美國人口普查，共有人口8,735人。縣治沃通加（Watonga）。該縣成立於1892年4月19日，縣名紀念曾任美国国务卿的詹姆斯·G·布莱恩。